# Rábaszentmiklós
Rábaszentmiklós é um município da Hungria, situado no condado de Győr-Moson-Sopron. Tem 5,01 km² de área e sua população em 2015 foi estimada em 140 habitantes.